# LTI Informatique & Génie
LTI Informatique & Génie inc. est une firme-conseil canadienne en technologies de l’information et ingénierie. L'entreprise a été fondée en 1999 et est basée à Québec, Canada.

## Historique
Louis Tanguay fonde LTI en juin 1999 sous le nom de Louis Tanguay Informatique (LTI). Au départ, les contrats accordés à LTI sont spécifiques à quelques sections de la Recherche et développement pour la défense Canada (RDDC) de la base de Valcartier. En juillet 2005, LTI obtient sa certification ISO 9001:2008 et est nommée Petite entreprise de l’année au gala Fidéides, en mars 2009. LTI se limite principalement à la production et à la maintenance de systèmes d'armes, d'intelligence artificielle, de commandement et contrôle, de traitement d'images et d'optique et photonique.

## Prix
- LTI est nommée « Petite entreprise de l'année » aux Fidéides 2009[1]
- LTI gagne le « Mérite Commercial Desjardins »[2]

## Produits
LTI a notamment produit :
- Le Scenario Replica Toolkit est un logiciel permettant facilement d’exploiter les données d'un scénario de simulation. Ce logiciel supporte différents types de données venant la plupart du temps d'environnements de simulation.
- Nucleus[3] est une plateforme de développement logiciel facilitant la création de systèmes d'aide à la décision et autres systèmes demandant un traitement distribué basé sur une variété d'algorithmes interconnectés.